# Florence Gravellier
Florence Gravellier (sinh ngày 23 tháng 1 năm 1979) là một cựu vận động viên quần vợt xe lăn người Pháp. Gravellier là nhà vô địch đôi nữ của giải quần vợt Úc Mở rộng 2005 và 2010. Tại kỳ Thế vận hội Mùa hè dành cho người khuyết tật 2008 ở Bắc Kinh, cô giành được huy chương Đồng ở cả hai nội dung là đơn và đôi nữ. Gravellier là cựu số 1 ở đôi nữ xe lăn.